# Tonchaïevo
Tonchaïevo (en russe : Тонша́ево, en mari: Пижимбал, Pijimbal) est une commune urbaine de Russie située dans l'oblast de Nijni Novgorod, siège administratif du raïon et de la municipalité du même nom.

## Géographie
Tonchaïevo se trouve au nord-est de l'oblast de Nijni Novgorod au bord de la rivière Pikhma (affluent de la Viatka), à 10 km de la gare ferroviaire de Tonchaïevo sur la ligne Nijni Novgorod-Kirov et à 293 km au nord-est de Nijni Novgorod.

## Histoire
Le village, situé à l'origine dans une région de forêts et de marais peuplée de Maris (Tchérémisses), se forme vers 1780 à cette époque avec l'arrivée de paysans russes. Tonchaïevo appartient alors au gouvernement de Viatka et à partir de 1796 à l'ouïezd de Vetlouga du nouveau gouvernement de Kostroma. Le village devient une petite bourgade en 1811 et voit la construction d'une église. Il devient siège de la volost de Tonchaïevo en 1841. Avec l'arrivée du chemin de fer dans les années 1920, la population du village augmente considérablement et celui-ci devient le siège du raïon de Tonchaïevo en 1929. Tonchaïevo reçoit le statut de commune de type urbain en 1973.

## Population
Recensements (*) et estimations de la population,,:
| 1939* | 1959* | 1970* | 1979* | 1989* | 2002* |
| ----- | ----- | ----- | ----- | ----- | ----- |
| 1 793 | 1 755 | 2 967 | 3 931 | 4 394 | 4 432 |

| 2010* | 2012  | 2013  | 2014  | 2015  | 2016  |
| ----- | ----- | ----- | ----- | ----- | ----- |
| 4 570 | 4 528 | 4 494 | 4 479 | 4 496 | 4 526 |

| 2017  | 2018  | 2019  | 2020  | 2021* | 2023  |
| ----- | ----- | ----- | ----- | ----- | ----- |
| 4 581 | 4 574 | 4 541 | 4 511 | 4 397 | 4 361 |

## Religion
Tonchaïevo dispose d'une église dédiée à saint Nicolas construite en 1811. Elle dépend de l'éparchie de Gorodets de l'Église orthodoxe russe. 

## Économie
Une entreprise forestière est en activité à Tonchaïevo, ainsi que des scieries et autres entreprises liées à ce secteur (meubles, contreplaqué, etc.). Il existe aussi une boulangerie industrielle et une usine agro-alimentaire.

## Personnalités
- Leonid Broussine (1942-2018), acteur de théâtre, artiste du peuple de la Fédération de Russie (2004).